# Evo (restaurant)
Evo és un restaurant creat el 2006 pel cuiner català Santi Santamaria, i codirigit per aquest (alma mater de Can Fabes, amb tres estrelles) i Ismael Alegria, ubicat a l'Hotel Hesperia Tower de l'Hospitalet de Llobregat, que va tancar com a tal l'any 2012, un any després de la mort del seu creador el 16 de febrer de l'any anterior durant un viatge a Singapur. L'establiment cessà la seva activitat per la crisi econòmica i l'alt cost de la seva estructura. A l'edició de l'any 2007 va obtenir una estrella Michelin.